# José Mari
José Mari, właśc. José María Romero Poyón (ur. 10 grudnia 1978 roku w Sewilli) – hiszpański piłkarz występujący na pozycji napastnika. Obecnie gra w Xerez CD.

## Kariera klubowa
José Mari rozpoczął zawodową karierę w 1996 roku w klubie Sevilla FC. Trafił do niego dzięki bardzo dobrej formie, jaką prezentował w drużynie juniorów "Sevillistas". W debiutanckim sezonie Hiszpan w barwach Sevilla FC rozegrał 21 ligowych spotkań i zdobył siedem bramek. Wraz z zespołem zajął jednak dopiero dwudzieste miejsce w tabeli Primera División i spadł do drugiej ligi.
Latem 1997 roku José Mari postanowił odejść do Atlético Madryt. W nowym klubie od razu wywalczył sobie miejsce w podstawowej jedenastce. W ekipie „Los Rojiblancos” spędził łącznie dwa i pół sezonu. Przez ten czas hiszpański piłkarz o miejsce w ataku rywalizował z takimi zawodnikami jak Jordi Lardin, Kiko, Christian Vieri czy Jimmy Floyd Hasselbaink. Razem z Atlético José Mari zajmował kolejno siódmą i trzynastą pozycję w ligowej tabeli. Dla tej hiszpańskiej drużyny wychowanek Sevilla FC rozegrał łącznie 84 mecze, w których strzelił 20 goli.
W zimowym okienku transferowym w sezonie 1999/2000 José Mari przeniósł się do Włoch, gdzie podpisał kontrakt z AC Milan. W zespole „Rossonerich” Hiszpan pełnił rolę rezerwowego, jednak regularnie dostawał szanse gry. Na San Siro José Mari jednak zawiódł - przez trzy sezony rozegrał 52 pojedynki w Serie A, w których zaledwie pięć razy wpisał się na listę strzelców. W czasie rozgrywek 2002/2003 hiszpański piłkarz przebywał na wypożyczeniu w Atlético Madryt.
Po zakończeniu sezonu trafił do Villarrealu. W debiutanckim sezonie w ekipie „Żółtych Łodzi Podwodnych” dotarł do półfinału Puchar UEFA. W kolejnych rozgrywkach Villarreal zajęło trzecie miejsce w Primera División, a w Pucharze UEFA odpadło w ćwierćfinale. W sezonie 2005/2006 José Mari wraz z Villarrealem niespodziewanie dotarł do 1/2 finału Ligi Mistrzów, gdzie hiszpański klub przegrał 1:0 z Arsenalem Londyn. Po tym, jak do drużyny został sprowadzony Giuseppe Rossi, a Nihat Kahveci powrócił do zdrowia po kontuzji, działacze Villarrealu postanowili sprzedać José Mariego do Realu Betis. W nowym klubie hiszpański napastnik pełnił jednak rolę zmiennika. W wyjściowej jedenastce o wiele częściej grali bowiem Edu, Mariano Pavone i Rafael Sóbis.
Pod koniec stycznia 2009 roku José Mari przeszedł do grającego w Segunda División Gimnàsticu Tarragona. Z kolei w 2010 roku został piłkarzem innego drugoligowca, Xerez CD.

## Kariera reprezentacyjna
Razem reprezentacją Hiszpanii José Mari w 2000 roku zdobył srebrny medal Igrzysk Olimpijskich w Sydney. Oficjalny debiut w drużynie narodowej zanotował jednak 25 kwietnia 2001 roku w wygranym 1:0 towarzyskim spotkaniu z Japonią. Łącznie dla drużyny narodowej rozegrał 2 pojedynki, w których nie strzelił ani jednego gola.